# National League West
La National League West è una delle sei division della Major League Baseball (una division East, Central e West per ognuna delle due leghe). Fu creata per la stagione 1969 quando la National League si allargò a 12 squadre, aggiungendo i San Diego Padres e i Montreal Expos. Per mantenere una stagione regolare da 162 partite, metà delle squadre furono spostate nella nuova East Division e metà nella nuova West Division. All'interno di ogni division, le squadre disputano 18 partite una contro l'altra. La squadra che ha conquistato più volte la division sono i Los Angeles Dodgers, con 19 titoli. L'unica a non averla mai vinta sono i Colorado Rockies.
Malgrado la geografia, i proprietari dei Chicago Cubs insistettero che la loro squadra fosse inserita nella East Division assieme alle squadre di New York, Filadelfia e Pittsburgh. Inoltre, i proprietari dei St. Louis Cardinals desideravano rimanere nelle stessa division dei loro rivali storici, i Cubs. Per tale motivo, i proprietari di Atlanta Braves e Cincinnati Reds acconsentirono di essere inseriti nella West Division, malgrado Atlanta e Cincinnati si trovino ad est. La West Division aveva perciò squadre su entrambe le coste degli Stati Uniti che attraversavano quattro fusi orari.
La distanza geografica tra le squadre rendeva anche più difficile organizzare i calendari in funzione della trasmissione televisiva e radiofonica. I Braves e i Reds dovevano viaggiare in California tre volte l'anno durante la stagione, così come dovevano fare le tre squadre californiane.

## Membri

### Membri attuali
- Arizona Diamondbacks - Unitisi nel 1998 come expansion team
- Colorado Rockies - Unitisi nel 1993 come expansion team
- Los Angeles Dodgers - Membro fondatore
- San Diego Padres - Membro fondatore
- San Francisco Giants - Membro fondatore

### Membri precedenti
- Atlanta Braves - Membro fondatore - ora nella NL East.
- Cincinnati Reds - Membro fondatore - ora nella NL Central.
- Houston Astros - Membro fondatore - spostati nella NL Central nel 1994, ora nella AL West.

## Titoli di division per squadra
| Squadra              | Vittoria | Ultima vittoria | Anni |
| -------------------- | -------- | --------------- | --- |
| Los Angeles Dodgers  | 19       | 2020            | 1974, 1977, 1978, 1981, 1983, 1985, 1988, 1995, 2004, 2008, 2009, 2013, 2014, 2015, 2016, 2017, 2018, 2019, 2020 |
| San Francisco Giants | 8        | 2012            | 1971, 1987, 1989, 1997, 2000, 2003, 2010, 2012                                                                   |
| Cincinnati Reds†     | 7        | 1990            | 1970, 1972, 1973, 1975, 1976, 1979, 1990                                                                         |
| San Diego Padres     | 5        | 2006            | 1984, 1996, 1998, 2005, 2006                                                                                     |
| Atlanta Braves†      | 5        | 1993            | 1969, 1982, 1991, 1992, 1993                                                                                     |
| Arizona Diamondbacks | 5        | 2011            | 1999, 2001, 2002, 2007, 2011                                                                                     |
| Houston Astros†      | 2        | 1986            | 1980, 1986 |
| Colorado Rockies     | 0        | N/A             | N/A |

† indica una squadra che non è più parte della division dal 1993